# 四城信条
《四城信条》（Confessio Tetrapolitana）又被称为《斯特拉斯堡信条》（Strasbourg Confession）或《士瓦本信条》（Swabian Confession） ，它是慈运理追随者的正式信条，也是归正宗教会的首个信仰告白。“Tetrapolitana”一词由希腊语的“Tetra”和“Politan”两个词构成，前者的意思是“四”，后者为“城市”，这四个城市分别是：斯特拉斯堡、康斯坦茨、梅明根，和林道。这个信条主要由马丁·布策执笔，在沃尔夫冈· 卡皮托（Wolfgang Capito）的帮助下于1530年（奥格斯堡帝国议会期间）写就，目的是为统一慈运理派基督徒的神学思想。当时慈运理派因同信义宗在某些重要神学观点上（ 例如圣餐的“圣礼性联合”与“纪念主”之争）存在差异，被信义宗排除在外。
这个信条分23章，在格式与神学上都与《奥格斯堡信条》相似，并保持着同样的节制精神。但第一章确实声明，除非是圣经中写明的教导，否则不应拿来教给信众。《奥格斯堡信条》里虽未包含这一条，可这一直就是路德神学的一项重要原则。
不过这个信条从未真正深入人心，因为各个更清晰更有条理的加尔文主义信条普遍更受人喜爱，而其余的四座慈运理派城市都签署了信义宗信条，以成为防御性的施馬爾卡爾登聯盟的一部分。 但布策一直坚守自己编写的信条，甚至临终前还在背诵这个信条。